# Theta Herculis
Theta Herculis (Rukbalgethi Genubi, Rekbet al Jathih al Aisr, Genu Sinistrum Ingeniculi, 91 Herculis) é uma estrela na direção da constelação de Hercules. Possui uma ascensão reta de 17h 56m 15.18s e uma declinação de +37° 15′ 01.9″. Sua magnitude aparente é igual a 3.86. Considerando sua distância de 669 anos-luz em relação à Terra, sua magnitude absoluta é igual a −2.70. Pertence à classe espectral K1IIvar.